# Língua namuyi
A língua namuyi (também conhecida por namuzi, nàmùyī, nàmùyì ou nàmùyì - autônimo: namuyi khatho, pronúncia pela IPA: /na⁵⁴mʑi⁵⁴ kʰa²¹tʰo²¹/) é uma língua naica da família das línguas sino-tibetanas, falada por aproximadamente 5000 pessoas, na região das províncias de Sichuan e Tibete, na China.
No "Atlas de línguas do Mundo em Perigo", da UNESCO, o namuyi está listado como "vulnerável".

## Etimologia
O nome "namuyi" é uma romanização da pronúncia nativa /na⁵⁴mʑi⁵⁴/, aproximada para o mandarim através do Pinyin. A palavra também é uma composição de duas outras: /nam⁵⁴/ (céu) e /ʑi⁵⁴/ (geração, filho), resultando em um composto que significa "descendentes do céu". O restante da pronúncia do nome é a palavra /kʰa²¹tʰo²¹/, que significa "idioma". Sendo assim, "namuyi khatho" significa "língua dos descendentes do céu".

## Distribuição
O povo namuyi está distribuido principalmente nos condados de Mianning, Muli, Tibete,
Jiulong e na cidade de Xichang, na parte Sudeste da província de Sichuan, na China.

### Dialetos
Há dois principais dialetos do namuyi: O namuyi oriental e o namuyi ocidental. Eles têm pouca inteligibilidade entre si, possuindo claras diferenças fonológicas e lexicais.

### Línguas Relacionadas
Os principais habitantes das áreas habitadas pelos namuyi são falantes de nuosu, e essa é a lingua utilizada para comunicação entre os povos, já que quase todo falante de namuyi é fluente em nuosu, mas não necessariamente o contrário é verdade. Além disso, muitos nuosu e namuyi realizam comércio diariamente em outros lugares da China, dependendo do uso do Mandarim para interagir, já que é raro que as pessoas que vivem nas maiores cidades conhecerem as línguas faladas pelas minorias.

## Fonologia

### Vogais
Apesar de inconsistências nos estudos, o consenso geral é de que o inventário vocálico da língua namuyi é composto por oito fonemas:
Tabela de vogais:
| Altura       | Anterior | Central | Posterior |
| ------------ | -------- | ------- | --------- |
| Fechada      | i, y     |         | u         |
| Semifechada  |          | ə       | o         |
| Semiaberta   | ɛ        | ə       |           |
| Quase aberta | æ        |         |           |
| Aberta       | a        | a       |           |

#### Encontros Vocálicos
Além das vogais naturais, também constam nove ditongos e um tritongo, sendo que este somente ocorre em palavras emprestadas do Mandarim. São eles:
Ditongos: /ai, au, yo, iu, iɛ, ie, ia, uə, ua/
Tritongos: /iau/

### Consoantes
O inventário consonantal do namuyi consiste de 43 consoantes, em geral, que estão representados na tabela abaixo:
|             | Bilabial | Labiodental | Alveolar    | Retroflexa  | Palatal     | Velar    | Uvular   | Glotal |
| ----------- | -------- | ----------- | ----------- | ----------- | ----------- | -------- | -------- | ------ |
| Plosiva     | p [pʰ] b |             | t [tʰ] d    |             |             | k [kʰ] ɡ | q [qʰ] ɢ |        |
| Africada    |          |             | t͡s [t͡sʰ] d͡z | ʈʂ [ʈʂʰ] ɖʐ | tɕ [tɕʰ] dʑ |          |          |        |
| Nasal       | m        |             | n           |             | ɲ           | ŋ        |          |        |
| Vibrante    |          |             | r           |             |             |          |          |        |
| Fricativa   |          | f v         | s z         | ʂ ʐ         | ɕ ʑ         | x ɣ      | (χ) ʁ    | h ɦ    |
| Aproximante | w        |             |             |             | j           | (w)      |          |        |
| Lateral     |          |             | ɬ l         |             |             |          |          |        |

1. ↑  A consoante /χ/ só ocorre em palavras emprestadas[16]
2. ↑  A consoante /w/ é escrita duas vezes por se tratar de uma dupla articulação, sendo ela labio-velar.

### Tons
Como a maioria das línguas sino-tibetanas, o namuyi é uma língua tonal. Há variações no inventário tonal da língua, conforme a variação de dialeto. Entretanto, o inventário comum aos dialetos constam com, no mínimo, três tons. Por generalização, eles são:
Tom alto-caindo (IPA: 54)
Tom médio (IPA: 33)
Tom baixo-caindo (IPA: 21)

## Ortografia
Não há ortografia para o namuyi, já que não possui um sistema de escrita, tratando-se apenas de uma língua oral.[carece de fontes?]

## Gramática

### Pronomes

#### Pronomes pessoais
O idioma possui pronomes de primeira, segunda e terceira pessoa, tanto no singular quanto no plural, que não distinguem gênero. Há, também, distinção entre o plural inclusivo e exclusivo do pronome de primeira pessoa do plural. Os pronomes pessoais do namuyi estão listados a seguir:
|          |           | Primeira pessoa | Segunda pessoa | Terceira pessoa |
| -------- | --------- | --------------- | -------------- | --------------- |
| Singular | Singular  | ŋa³³            | nu³³           | tʰjɛ³³          |
| Plural   | exclusivo | ŋo⁵⁴            | no⁵⁴           | tʰjo⁵⁴          |
| Plural   | inclusivo | na²¹            | no⁵⁴           | tʰjo⁵⁴          |

Além dos pronomes pessoais, existe uma construção relativa /jo²¹/, que retoma o último pronome usado.

#### Pronomes Possessivos
Os pronomes possessivos são gerados a partir da adição do morfema -/hi²¹/ ao respectivo pronome pessoal. Assim, /ŋa³³/ = eu, enquanto /ŋa³³hi²¹/ = meu.

#### Pronomes Enfáticos e Reflexivos
Os pronomes reflexivos da língua são produzidos a partir da reduplicação dos pronomes pessoais. Contudo, eles não são morfologicamente diferentes das construções enfáticas, dependendo do contexto para serem distinguidos.
|          |           | Primeira pessoa | Segunda pessoa | Terceira pessoa |
| -------- | --------- | --------------- | -------------- | --------------- |
| Singular | Singular  | ŋa³³ŋa³³        | nu³³nu³³       | tʰjɛ³³tʰjɛ³³    |
| Plural   | exclusivo | ŋo⁵⁴ŋo⁵⁴        | no⁵⁴no⁵⁴       | tʰjo⁵⁴tʰjo⁵⁴    |
| Plural   | inclusivo | na²¹na²¹        | no⁵⁴no⁵⁴       | tʰjo⁵⁴tʰjo⁵⁴    |

### Adjetivos
Os adjetivos são a parte mais interessante da língua namuyi, já que funcionam tanto como adjetivos quanto como advérbios, dependendo do que os segue na fala. Quando eles seguem um verbo, eles recebem a marcação de tempo e aspecto verbal.

### Sentença
A estrutura sintática padrão do namuyi é SOV, com adjetivos e números pospostos aos substantivos. Um marcador de agente pode ser empregado, caso a ordem padrão não seja seguida.

## Vocabulário

### Nomes em namuyi
Os nomes dados para as crianças namuyi seguem um padrão típico. Normalmente, eles contêm um nome de família, que normalmente vem do pai, um nome dado à criança e um sufixo opcional, indicando o gênero. Assim, o nome feminino /li³³bu³⁴ hu⁵⁴mu⁵⁴ mi⁵⁴/ pode ser quebrado em:
/li³³bu³⁴/ = Nome de família
/hu⁵⁴mu⁵⁴/ = Nome dado à criança
/mi⁵⁴/ = Sufixo feminino
A tabela a seguir demonstra a construção dos nomes em namuyi:
| Palavra  | Significado | Nome masculino | Nome feminino |
| -------- | ----------- | -------------- | ------------- |
| lu⁵⁴pa⁵⁴ | pedra       | lu⁵⁴pa⁵⁴ʑə⁵⁴   | lu⁵⁴pa⁵⁴mi⁵⁴  |
| ȵi³³ma³³ | sol         | ȵi³³ma³³ʑə⁵⁴   | ȵi³³ma³³mi⁵⁴  |
| jo³³sa⁵⁴ | direção     | jo³³sa⁵⁴ʑə⁵⁴   | jo³³sa⁵⁴mi⁵⁴  |
| ndzə⁵⁴   | água        | ndzə⁵⁴ʑə⁵⁴     | ndzə⁵⁴mi²¹    |

### Lista de Swadesh
| Português             | Namuyi        |
| --------------------- | ------------- |
| eu                    | ŋa³³          |
| você                  | nu³³          |
| ele/ela               | tʰe³³         |
| nós                   | ŋo⁵⁴          |
| vocês                 | no⁵⁴          |
| eles                  | tʰjo⁵⁴        |
| isto                  | ti³³ly³³      |
| aquilo                | o³³tʰi⁵⁴ly⁵⁴  |
| aqui                  | ha³³da⁵⁴      |
| lá                    | o³³da⁵⁴       |
| quem                  | qʰa⁵⁴ɡu²¹     |
| o quê                 | ɡo⁵⁴          |
| onde                  | qʰa³³ɣo³³     |
| quando                | qʰa⁵⁴ta³³     |
| como                  | qʰa³³m³³      |
| não                   | ma³³          |
| tudo                  | o²¹ba²¹       |
| muitos                | do³³bʐә²¹     |
| alguns                | ti²¹ki³³      |
| poucos                | a²¹ȵi³³ȵi²¹   |
| outro(s)              | væ³³qæ⁵⁴      |
| um                    | ti²¹          |
| dois                  | ȵi³³          |
| três                  | so³³          |
| quatro                | zә²¹          |
| cinco                 | ŋa²¹          |
| grande                | do³³dʐә³³     |
| longo                 | do³³hæ˞³³     |
| amplo                 | do³³fe³³      |
| grosso                | do⁵⁴la⁵⁴      |
| pesado                | zә²¹          |
| pequeno               | a²¹dʑә³³      |
| curto                 | a²¹ndi³³      |
| apertado              | a²¹qә˞³³      |
| fino                  | ndza²¹        |
| mulher                | ȵu⁵⁴ȵu⁵⁴ho⁵⁴  |
| homem (macho adulto)  | pʰ²¹dʑә²¹ʑi⁵⁴ |
| homem (ser humano)    | tsʰo²¹        |
| criança               | la²¹kʰi³³     |
| esposa                | mbʐә²¹        |
| marido                | pʰ²¹dʑә²¹     |
| mãe                   | ma³³ja²¹      |
| pai                   | a⁵⁴da³³       |
| animal                | hĩ³³na⁵⁴      |
| peixe                 | zә³³          |
| pássaro               | ɡi³³ʑi⁵⁴      |
| cachorro              | tʂә²¹         |
| piolho                | ʂu³³          |
| cobra                 | ʙr⁵⁴          |
| verme                 | tɕʰә̣³³qæ³³    |
| árvore                | ɕә²¹          |
| floresta              | ɕә²¹væ⁵⁴      |
| graveto               | ɢo²¹tʰʙu³³    |
| fruta                 | ɕә²¹ly³³ly⁵⁴  |
| semente               | ʐo²¹zә²¹      |
| folha                 | ɕә²¹tsʰә³³    |
| raiz                  | ɕә²¹pæ²¹      |
| casca (de uma árvore) | ɕә²¹r²¹qa³³   |
| flor                  | væ⁵⁴          |
| grama                 | ȵo²¹          |
| corda                 | r³³           |
| pele                  | r²¹qa³³       |
| carne                 | ʂә²¹          |
| sangue                | ɕe²¹          |
| osso                  | ʂә³³r³³qa⁵⁴   |
| gordura               | tsʰә⁵⁴ɴɢu²¹   |
| ovo                   | r³³ʁu⁵⁴       |
| chifre                | qʰv⁵⁴pæ⁵⁴     |
| cauda                 | mæ²¹rә²¹qvu²¹ |

| Português         | Namuyi           |
| ----------------- | ---------------- |
| pena              | tɕo⁵⁴mo⁵⁴mo⁵⁴    |
| cabelo            | ʁu⁵⁴hũ⁵⁴         |
| cabeça            | ʁu⁵⁴ru⁵⁴         |
| orelha            | hĩ²¹pæ²¹         |
| olho              | me³³ljo³³        |
| nariz             | ȵa²¹ŋɡa³³        |
| boca              | qʰa³³tsa⁵⁴       |
| dente             | hĩ²¹mi³³         |
| língua            | ɣi²¹             |
| unha              | mi⁵⁴ә²¹qo³³     |
| pé                | ә̣²¹ka²¹         |
| perna             | kʰi⁵⁴kʰi⁵⁴       |
| joelho            | ɢo²¹lo²¹tɕʰә⁵⁴   |
| mão               | la²¹ka²¹         |
| asa               | dʙu⁵⁴ka²¹        |
| barriga           | hε²¹mbe²¹        |
| tripas            | vu³³ȵi⁵⁴vu⁵⁴ɡo²¹ |
| pescoço           | ta²¹ræ²¹         |
| costas            | ji²¹ɡu²¹         |
| peito             | ȵu²¹ȵu²¹         |
| coração           | ȵi²¹mi⁵⁴         |
| fígado            | ɕә³³vә²¹         |
| beber             | ndʐә²¹           |
| comer             | dzә⁵⁴            |
| morder            | qʰæ²¹            |
| chupar            | tɕʰy²¹           |
| cuspir            | pɕә³³            |
| vomitar           | li⁵⁴pɕi⁵⁴        |
| soprar            | fu⁵⁴             |
| respirar          | sa²¹pʰu⁵⁴        |
| rir               | r²¹qʰæ²¹         |
| ver               | ly²¹             |
| ouvir             | ɡi⁵⁴             |
| saber             | sә²¹             |
| pensar            | ʂә³³dʐә³³        |
| cheirar           | bʑi⁵⁴ȵu⁵⁴        |
| sentir medo       | qv⁵⁴             |
| dormir            | jy²¹             |
| viver             | dʑo⁵⁴            |
| morrer            | ә̣²¹qo³³         |
| matar             | tʙu²¹            |
| lutar             | ŋɡa⁵⁴            |
| caçar             | tʂә²¹dʑe²¹       |
| bater             | mbo²¹            |
| cortar            | nda²¹            |
| dividir           | qʰa²¹            |
| esfaquear         | ɴɢo²¹            |
| arranhar          | kʰa²¹kʰa²¹       |
| cavar             | qæ²¹             |
| nadar             | ndzә⁵⁴fu²¹       |
| voar              | bʑi³³            |
| andar             | zә²¹da²¹         |
| vir               | da²¹             |
| deitar-se         | ʁa³³             |
| sentar-se         | ndzu⁵⁴           |
| levantar-se       | hɛ²¹             |
| virar-se          | qo²¹ndʑo²¹       |
| cair              | ɡo³³pa⁵⁴         |
| dar               | ko²¹             |
| segurar           | mæ³³             |
| apertar           | ndʐә⁵⁴kʰæ²¹      |
| esfregar          | zo²¹zo²¹         |
| lavar             | tsʰә²¹           |
| limpar (com pano) | sә̣²¹ɕa³³         |
| puxar             | dʑә²¹            |
| empurrar          | tsʰo²¹           |
| arremessar        | qv²¹ŋɡa⁵⁴        |
| amarrar           | ɴɢv²¹ta²¹        |
| costurar          | ha²¹ha³³         |

| Português       | Namuyi          |
| --------------- | --------------- |
| contar          | sa²¹            |
| falar           | a²¹            |
| cantar          | ɡa²¹            |
| brincar         | ʁa²¹r³³         |
| flutuar         | lo²¹tsʰa⁵⁴      |
| fluir           | ɡa³³            |
| congelar        | dzu³³dzu⁵⁴to²¹  |
| inchar          | ru³³pa³³la⁵⁴    |
| sol             | hĩ³³mi⁵⁴        |
| lua             | hũ²¹mi²¹        |
| estrela         | mә⁵⁴dʐә²¹       |
| água            | ndzә⁵⁴bo³³      |
| chuva           | hĩ⁵⁴dʑy²¹       |
| rio             | ndzә⁵⁴qʰæ³³     |
| lago            | mbɛ²¹tʰo⁵⁴      |
| mar             | ha²¹ndzә²¹      |
| sal             | tɕә²¹qʰæ²¹      |
| pedra           | r²¹qa³³         |
| areia           | mә³³ʂә³³        |
| poeira          | pʰu⁵⁴dzә⁵⁴      |
| terra           | dʙy³³           |
| nuvem           | dʐu²¹va²¹       |
| névoa           | dʑu²¹hĩ³³       |
| céu             | mә⁵⁴            |
| vento           | mә⁵⁴sә53⁵⁴      |
| neve            | vi²¹            |
| gelo            | dzu³³dzu⁵⁴      |
| fumaça          | mi⁵⁴kʰvu⁵⁴      |
| fogo            | mi⁵⁴            |
| cinzas          | la²¹mæ˞³³       |
| queimar         | mi⁵⁴ta³³        |
| estrada         | r³³ɡu⁵⁴         |
| montanha        | do³³bu⁵⁴ly⁵⁴    |
| vermelho        | li⁵⁴xu²¹11      |
| verde           | hũ⁵⁴ru²¹        |
| amarelo         | ә⁵⁴xa²¹        |
| branco          | pʰu⁵⁴lu²¹11     |
| preto           | na³³qʰә˞⁵⁴      |
| noite           | hũ²¹ɴɢu²¹       |
| dia             | ȵi³³mi⁵⁴ɡu³³    |
| ano             | kʰvu⁵⁴ru²¹11    |
| quente          | tɕʰә̣³³qʰæ³³     |
| gelado          | ɡa⁵⁴            |
| cheio           | bʐә³³           |
| novo            | ʂә⁵⁴tsa²¹       |
| velho           | mbo²¹kʰu³³dʑa²¹ |
| bom             | kʰi³³           |
| ruim            | qʰa⁵⁴qʰa⁵⁴      |
| podre           | mbo²¹tʂә²¹      |
| sujo            | tʂʰa²¹ræ²¹      |
| reto            | dʐo³³           |
| redondo         | to²¹ly³³ly²¹    |
| afiado          | tʰa²¹           |
| cego (faca)     | ʁo³³ly⁵⁴ly⁵⁴    |
| liso            | he²¹lɛ²¹bʑi³³   |
| molhado         | tso⁵⁴tso⁵⁴      |
| seco            | fu²¹dʐә²¹ka³³   |
| correto         | dja³³           |
| perto           | a²¹ȵo³³         |
| longe           | do³³qʰv³³       |
| direita (lado)  | ji³³ (r⁵⁴ka⁵⁴)  |
| esquerda (lado) | ʁæ²¹ (r²¹ka²¹)  |
| em              | ɣo⁵⁴            |
| dentro de       | qo²¹lo³³        |
| com             | jo²¹jo³³        |
| e               | na⁵⁴            |
| se              | ɕy⁵⁴            |
| porque          | ka³³            |
| nome            | mi²¹            |

## Ver Também
- Língua Mandarim
- Sichuan
- Tibete